# Đảo Salamis
Salamis (tiếng Hy Lạp: Σαλαμίνα (Salamína), tiếng cổ và Katharevousa: Σαλαμίς Salamís), là hòn đảo lớn nhất trong vịnh Saronic của Hy Lạp, cách 1 hải lý (2 km) ngoài khơi bờ biển Piraeus và cách Athens 16 kilômét (10 dặm) về phía tây. Đô thị chính của đảo là Salamina, nằm trên vịnh Salamis ở phía tây của đảo. Cảng chính của đảo là Paloukia, nó nằm ở phía đông của đảo.

## Lịch sử
Salamis được nói đến trong các tài liệu của Homer. Một số nguồn nói rằng hòn đảo được đặt tên theo thần nữ Salamis, theo thần thoại thì là mẹ của Cychreus, quốc vương đầu tiên của đảo. Một thuyết khác được các nhà ngôn ngữ học hiện đại ủng hộ, thì xem "Salamis" có gốc từ  Sal- (nghĩa là nước mặn) và -amis (nghĩa là giữa); do đó Salamis sẽ là [nơi] ở giữa vùng nước mặn.
Salamis có lẽ ban đầu bị Aegina chiếm làm thuộc địa, và sau đó bị Megara chiếm, song trở thành một thuộc địa của Athens vào thời Solon hoặc Peisistratos từ sau cuộc chiến giữa Athens và Megara vào khoảng năm 600 TCN. Theo Strabo, thủ phủ thời cổ nằm ở phía nam của đảo; sang thời cổ điển thì chuyền đến phía đông, trên bán đảo Kamatero nhìn ra eo biển Salamis; vào thời hiện đại thì nằm ở phía tây.
Salamis được biết đến cùng với trận Salamis, một hải chiến quyết định giữa hạm đội liên minh Hy Lạp, do Themistocles lãnh đạo, chống lại đế quốc Ba Tư vào năm 480 TCN. Hòn đảo được cho là nơi sinh của Ajax và Euripides, ngày sinh của người sau được nhìn nhận là ngày diễn ra trận chiến. Trong thời hiện đại, hòn đảo có căn cứ hải quân Salamis, trụ sở của hải quân Hy Lạp.
Bảng tính cổ nhất được biết đến được phát hiện trên đảo Salamis vào năm 1899. Người ta cho rằng nó được người Babylon sử dụng vào khoảng năm 300 TCN và giống với một bảng đánh bạc hơn là một thiết bị tính toán. Bảng này làm bằng cẩm thạch, có kích thước 150 x 75 x 4,5 cm (2 in), khắc các biểu tượng của Hy Lạp và những đường rãnh song song.
Khi Đức Quốc xã xâm lược Hy Lạp trong Chiến tranh thế giới thứ hai, cảng của đảo bị không quân Đức oanh tạc vào ngày 23 tháng 4 năm 1941, đánh chìm các tàu chiến Kilkis và Lemnos của Hy Lạp.
Trong thập niên 1960 và 1970, tức thời kỳ chính quyền quân sự, những thay đổi về luật đất đai cho phép phân chia các mảnh đất. Điều này khiến hòn đảo mở cửa đối với lĩnh vực phát triển đô thị và ngoại ô rầm rộ không có kế hoạch và tổ chức, bao gồm nhiều căn hộ cuối tuần, đặc biệt là dọc theo bờ biển phía bắc và phía đông. Sự thiếu đầu tư tương ứng đối với cơ sở hạ tầng, cộng với ngành công nghiệp nặng, khiến cho biển và bãi biển ở các mặt đó bị ô nhiễm. Tuy nhiên, các sáng kiến vẫn tiếp tục, như sự giúp đỡ từ quỹ Gắn kết của Liên minh châu Âu nhằm cải thiện hệ thống cống rãnh vào năm 2008.

## Địa lý

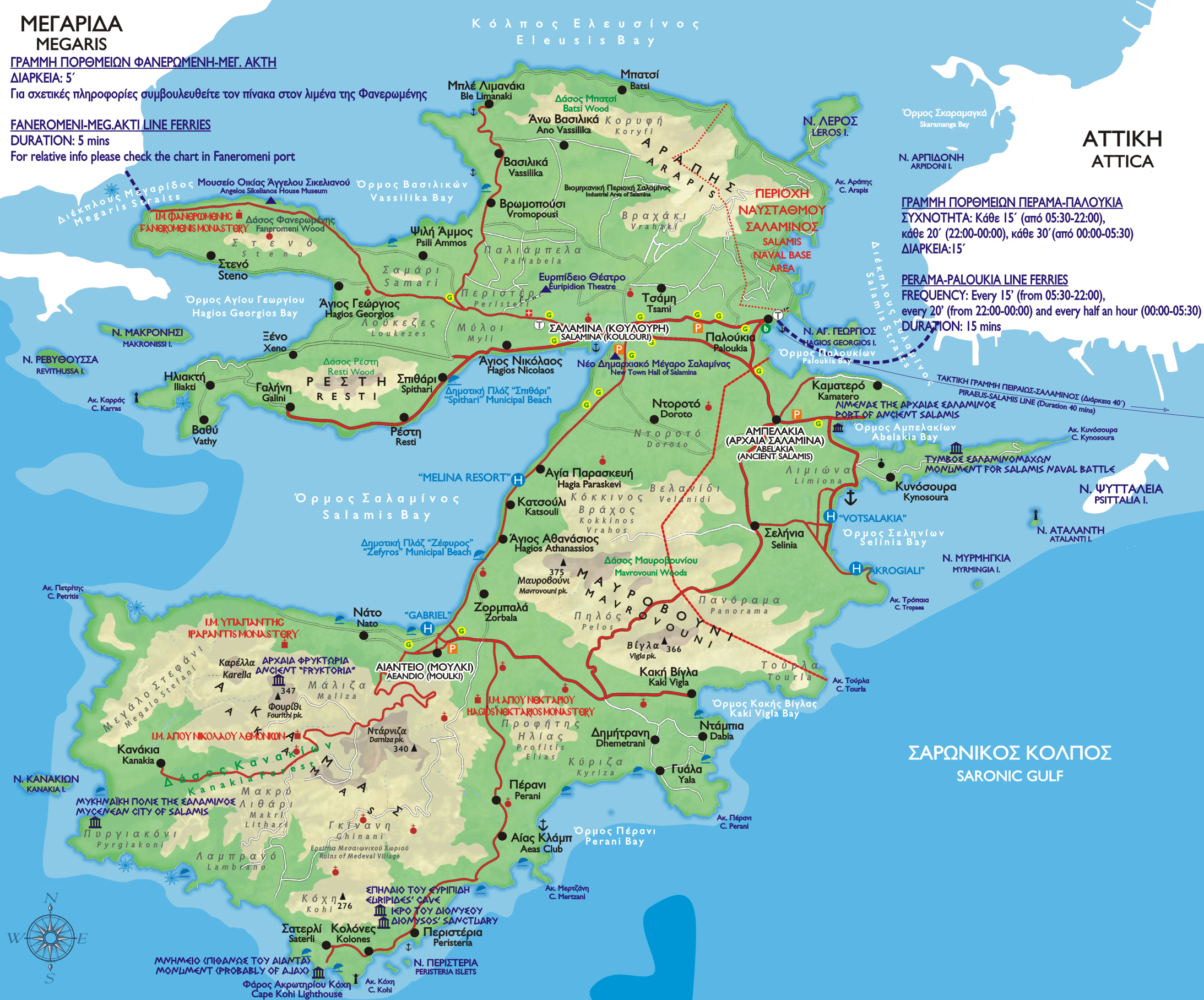
Bản đồ đảo Salamis.

Salamis có diện tích 36 dặm vuông Anh (93 km2); điểm cao nhất là Mavrovouni với cao độ 1.325 foot (404 mét). Một phần đáng kể của đảo Island là đá và núi đồi. Ở phần phía nam của đào có một rừng thông, một sự bất thường đối với tây bộ Attica. Tuy thế, khu rừng lại hay bị cháy. Cư dân vùng nội địa của đảo chủ yếu làm việc trong lĩnh vực nông nghiệp, song phần lớn cư dân Salamis làm nghề biển như đánh cá, đi phà, đóng tàu hay đi làm ở Athens. Ngành kinh tế biển tập trung ở bờ biển đông-bắc của đảo, tại cảng Paloukia (Παλούκια), nơi có các chuyến phá kết nối với đại lục Hy Lạp, và tại xưởng đóng tàu ở bán đảo Kynosoura.
Đảo Salamis là nơi nghỉ dưỡng quen thuộc của các cư dân khu vực Athens và Piraeus trong các ngày lễ và cuối tuần; số người trên đảo lên tới 300.000 vào mùa cao điểm, trong đó chỉ có khoảng 31.000 là cư dân thường trú. Việc này tạo điều kiện hình thành một lĩnh vực dịch vụ phát triển, với các quán cà phê, quán rượu và các cửa hàng bán đồ tiêu dùng trên khắp đảo. Ở phía nam của đảo, cách xa cảng, có một số khu vực kém phát triển với các bãi biển hợp với việc bơi lội, bao gồm Aianteio, Maroudi, Perani, Peristeria, Kolones, Saterli, Selenia và Kanakia.

## Khu tự quản
Salamis thuộc đơn vị cấp vùng Quần đảo của vùng  Attica. Từ cuộc cải cách chính quyền địa phương năm 2011, hòn đảo được quản lý bởi một khu tự quản duy nhất. Trước đó, hòn đảo được phân thành hai khu tự quản, và chúng trở thành các đơn vị thuộc khu tự quản sau cải cách:
- Salamina
- Ampelakia

Tại đơn vị thuộc khu tự quản Salamina, với diện tích 80,992 kilômét vuông (31,271 dặm vuông Anh) và dân số theo điều tra năm 2011 là 31.776 người, trung tâm dân cư chính là thành phố Salamina (có 25.888 dân vào năm 2011), gồm các khu Alonia, Agios Minas, Agios Dimitrios, Agios Nikolaos, Boskos, Nea Salamina, Tsami và Vourkari. Đô thị lớn thứ hai là Aiánteio (5.888 dân). Tại đơn vị cấp khu tự quản Ampelakia, với diện tích 15,169 kilômét vuông (5,857 dặm vuông Anh) và 7.507 cư dân, các đô thị lớn nhất là Ampelakia (4.998 dân) và Selinia (2.509 dân).

## Hình ảnh

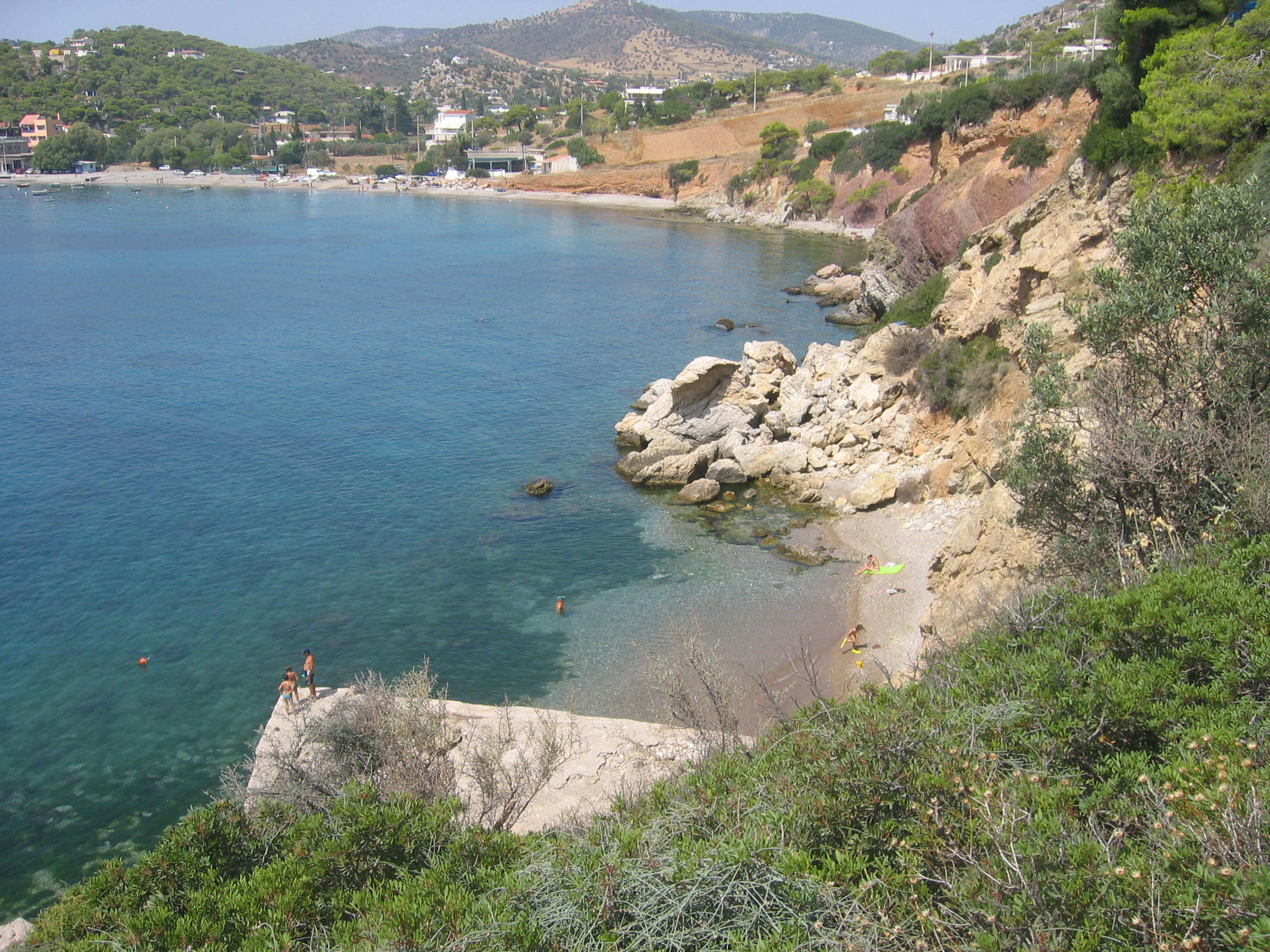
Bãi biển Kaki Vigla.
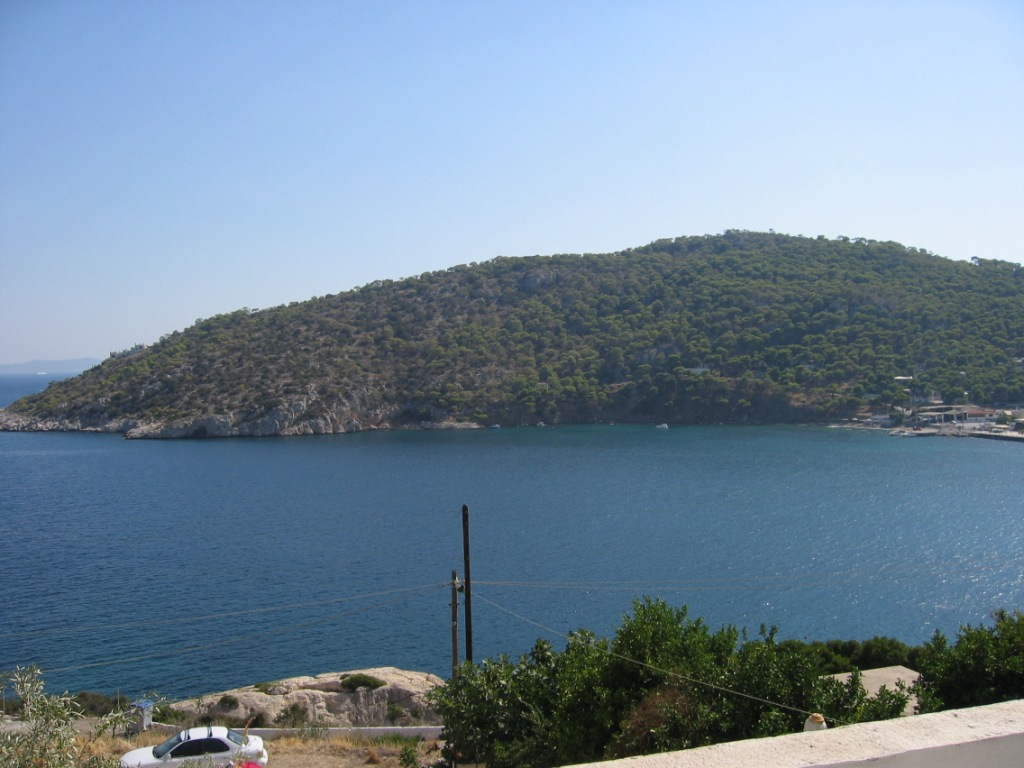
Vịnh Kaki Vigla.
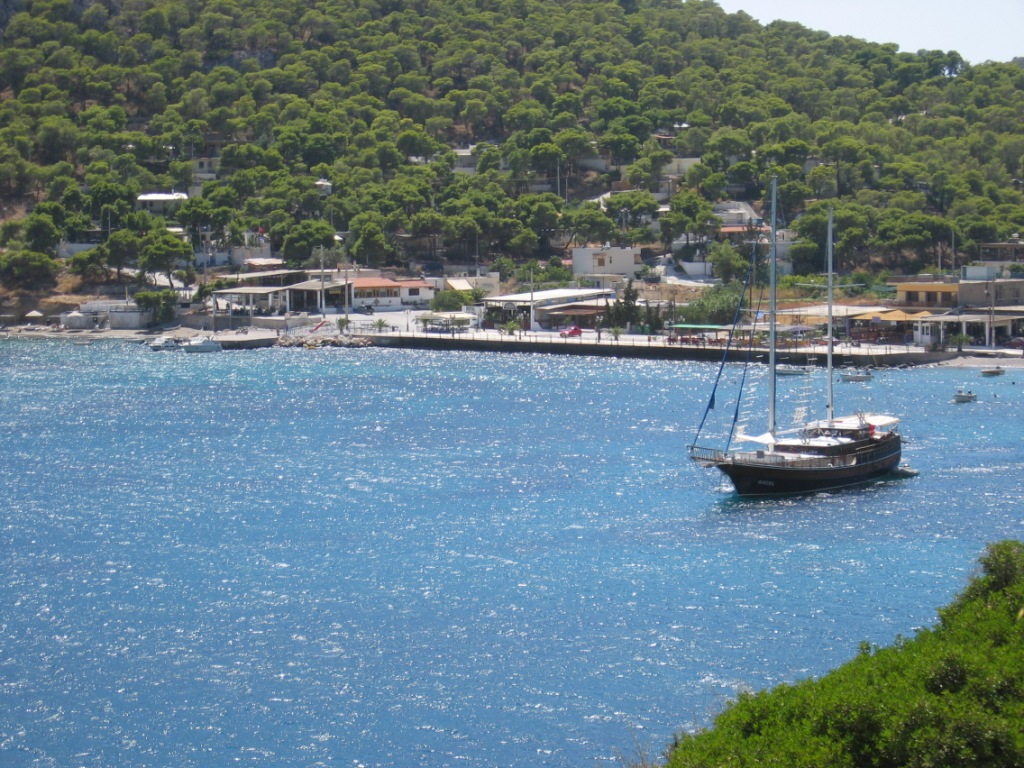
Bãi biển Kaki Vigla.